# 尾上松緑 (映画俳優)
尾上 松緑（おのえ しょうろく、1895年3月7日 - ?）は、日本の映画俳優。歌舞伎の尾上松緑との関係はあいまいである。

## 来歴
京都府京都市生まれ。本名・牧野駒次郎。幼少期から舞台に立ち、大阪、九州巡業の旅芝居の一座に参加。
1925年、実川延松プロに入り、マキノ映画製作所との提携作品、勝見正義監督の『目明し佐吉の死』でデビューした。延松プロが解散したのでマキノプロに入り、『影武者』『ひよどり草紙』などにわき役として出演。1927年、志波西果の日本映画プロに参加するため退社したが、同プロの解散で1928年マキノ映画に復帰、『韋駄天金太』『浪人街』などに出演。
1931年マキノ映画が解散したため、1933年、新興京都に入社し、1939年『狸御殿』などにわき役として出演した。一時、清浦新八を名のった。
1935年に歌舞伎の二代目尾上松緑が襲名しており、一時期二人の松緑がいたことになる。
1941年の『娘旅芸人』が確認できる最終の出演作であり、それ以後の消息は不明となっている。

## 出演映画
- 1927年 - 稲妻　前篇 　マキノ御室
- 1927年 - 鞍馬天狗異聞　角兵衛獅子 マキノ省三、大仏次郎　マキノ御室…隼の長七
- 1927年 - 人間治郎吉 　勝見プロ 鈴木泉三郎原作
- 1927年 - 悪魔の星の下に 　マキノ御室…加宮内匠
- 1927年 - 敵討鑓諸共 　マキノ御室 人見吉之助、長谷川伸原作
- 1927年 - 砂絵呪縛 　マキノ御室 マキノ省三、土師清二原作…黒阿弥
- 1927年 - 盛綱 　マキノ御室 マキノ省三…北条時政
- 1927年 - 旅の者心中 　マキノ御室 　マキノ省三、長谷川伸原作
- 1927年 - 百万両秘聞 　マキノ御室 　マキノ省三、三上於菟吉原作…塚屋吉兵衛
- 1927年 - 合点勘次 　マキノ御室 　寿々喜多呂九平原作...　蛇腹の権十
- 1928年 - ひよどり草紙　マキノ御室 人見吉之助、吉川英治原作…斯波丹波守
- 1928年 - 斑蛇　前篇 　マキノ御室…速足の藤三
- 1928年 - 藩士河原乞食 　マキノ御室…佐分利屋三五郎
- 1928年 - 悪党 　マキノ御室…座頭の狸平（実は岡っ引）
- 1928年 - 神州天馬侠　曾根純三,吉川英治原作　マキノ御室…穴山梅雪入道
- 1928年 - 雪の夜話 　マキノ御室
- 1928年 - 忠魂義烈　実録忠臣蔵 　マキノ御室…大野九郎兵衛
- 1928年 - 仇討殉情録 　マキノプロ
- 1928年 - 仇討世相録 　マキノ御室…轟秀人
- 1928年 - 鞍馬天狗 　寛プロ…隼の長七
- 1929年 - 水戸黄門　東海道篇 　マキノ御室…宮田源十郎
- 1929年 - 血吹雪　誉の陣太鼓 　マキノ御室…大津賀次郎衛門
- 1929年 - 韋駄天金太 　マキノ御室…目明蛇の目の伝吉
- 1929年 - 破軍星　前後篇 　マキノ御室…目明し市公
- 1929年 - 松平外記 　マキノ御室
- 1929年 - 怪談道中双六 　マキノ御室…市川七九郎
- 1929年 - 盗まれた大九郎 　マキノ御室
- 1929年 - 浪人街　第三話　憑かれた人々 　マキノ御室…ゆとう屋喜兵衛
- 1929年 - 大逆倫 　勝見プロ…酒井雅楽頭
- 1929年 - 地獄剣 　マキノ御室…旗本有坂善兵衛
- 1929年 - 山本勘助 　日活太奏  渡辺邦男…弟大助
- 1930年 - 天保水滸伝 　マキノ御室…提灯屋六兵衛
- 1930年 - 弥次喜多　京の巻 　マキノ御室
- 1930年 - 俺は天才 　マキノ御室
- 1930年 - オイコラ行進曲　湯煙り長屋合戦の巻 　マキノ御室
- 1930年 - 変幻女六部 　マキノ御室…奉行都築作左衛門
- 1930年 - 日本巌窟王　マキノ御室…水鏡老人
- 1930年 - 二刀流遍路　後篇 　マキノ御室…黒鉄剣刀斉
- 1930年 - 次郎長旅日記　第一篇 　マキノ御室
- 1930年 - かげろう噺 　マキノ御室
- 1930年 - 煉獄二道 　マキノ御室…武富勘左衛門（家老）
- 1930年 - 近世毒婦伝　明治五人女 　マキノ御室
- 1930年 - ぶらいかん長兵衛 　マキノ御室
- 1930年 - 鬼薊就縛 　マキノ御室
- 1930年 - 中山七里 　マキノ御室
- 1930年 - 破恋痴外道 　マキノ御室
- 1931年 - 里見八剣伝 　マキノ御室…犬塚蟇六
- 1931年 - 赤鞘安兵衛 　マキノ御室
- 1931年 - 紅蝙蝠 　マキノ御室…藍坂群太夫
- 1932年 - 半次郎行状記 　菊太郎プロ…なめぐりの仁九郎
- 1933年 - 浪人の行く道 　富国映画
- 1933年 - 旅枕五月晴れ 　菊太郎プロ…差配十兵衛
- 1933年 - 若様大学 　菊太郎プロ…河合甚右衛門
- 1933年 - 遊侠三下気質 　新興…畷の弥五郎
- 1933年 - 南蛮加留多　いのちの火花 　新興
- 1933年 - 南海の激浪 　新興…宇和島藩筆頭家老桜田玄蕃頭
- 1933年 - 半次月夜の唄 　新興…目明しの釜屋万兵衛
- 1933年 - 左門恋日記 　新興…花川戸の権六
- 1933年 - 秋祭深川音頭 　新興…灘屋分家
- 1933年 - ひよどり草紙　新興…筧大学頭
- 1934年 - 大高源吾 　新興…茶道家山田宗通
- 1934年 - 猿飛佐助 　新興
- 1934年 - 魂の影絵 　新興…原惣右衛門
- 1934年 - 次郎吉流れ星 　新興
- 1934年 - 天保水滸伝 　新興…名主太郎兵衛
- 1934年 - 若衆髷 　新興…奥平玄蕃
- 1934年 - 水戸黄門　新興…相模屋彦兵衛
- 1934年 - 肥後の駒下駄 　新興…鳥居典膳
- 1934年 - 万五郎青春記 　新興…仙石又左衛門
- 1934年 - 帰去来峠 　新興…大枝透馬
- 1934年 - 狼隊の少年 　新興…松代金蔵
- 1934年 - 仙太の仁義 　新興…代官沼井平左衛門
- 1935年 - 忠次売出す 　新興京都…島村伊三郎
- 1935年 - 国を護る日蓮 　新興東京…行敏和尚
- 1935年 - 黄門漫遊記 　新興京都…脇谷丹波
- 1935年 - 京洛浅春譜　同志闘争篇 　千恵プロ…目明し金助
- 1935年 - 恋慕草鞋 　新興京都…荒岩の権蔵
- 1935年 - 最後の江戸っ子 　新興京都…親分権九郎
- 1935年 - 江戸の坩堝 　新興京都…大伊勢屋瀬左衛門
- 1935年 - 太閤記　藤吉郎走卒の巻 　新興京都…蜂須賀の乾分
- 1935年 - 怪談津之国屋 　新興京都…津野国屋次郎兵衛
- 1935年 - 元禄村雨笠 　新興京都…金五郎の養父村雨屋次郎兵衛
- 1935年 - 妖炎菩薩 　新興京都…橋場の藤兵衛
- 1935年 - 風流奴髭 　新興京都…志摩嘉兵衛
- 1936年 - 太閤記　藤吉郎出世飛躍の巻 　新興京都…佐々内藤助
- 1936年 - 若衆白柄組 　新興京都…十郎左衛門の叔父水野主馬
- 1936年 - 桃色武勇伝 　新興京都…大庭軍兵衛
- 1936年 - 逢はずの四郎蔵 　新興京都…吉兵衛
- 1936年 - 悲恋嵐の道 　新興京都…別府
- 1936年 - 振袖顔役 　新興京都…アベ清親分
- 1936年 - 伽羅香若衆 　新興京都…ハッタリの徳
- 1936年 - 武道伝来記 　新興京都…戸川の師範代
- 1936年 - 伊達競艶録 　新興京都…大庭道益
- 1936年 - 右門捕物帖　雪夜の謎 　寛プロ…あばたの敬四郎
- 1937年 - 青空浪士 　新興京都…大村武兵衛
- 1937年 - 岩見重太郎 　新興京都…剣道指南藤亘理
- 1937年 - 異変黒手組 　新興京都…大家の伝兵衛
- 1937年 - 水戸黄門漫遊記　九紋龍之巻 　新興京都…農民庄兵衛
- 1937年 - 忍術霧隠才蔵 　新興京都…相模屋主人
- 1937年 - 女賊と捕手 　新興京都…岡っ引き達磨の勘六
- 1937年 - 岡野金右衛門 　新興京都…矢田五郎左衛門
- 1937年 - 猿飛旅日記 　新興京都…萩の城主毛利輝元
- 1937年 - 元禄十六年 　新興京都…千馬三郎兵衛
- 1938年 - 金毘羅代参　森の石松 　新興京都…船中の客
- 1938年 - 振袖若衆 　新興京都…相模屋与平
- 1938年 - 龍虎日本晴 　新興京都…武蔵屋主人
- 1938年 - 忍術関ケ原　猿飛佐助 　新興京都…石田の密使山田勘兵衛
- 1939年 - 次郎長裸道中 　新興京都…お蔦の父浜吉
- 1939年 - 阿波狸合戦 　新興京都…淡路の柴右衛門
- 1939年 - 山内一豊の妻 　新興京都…若宮の用人今村
- 1939年 - 国定忠治一家 　新興京都…卯の吉
- 1939年 - 長脇差団十郎 　新興京都…宰領平助
- 1940年 - 天野屋利兵衛 　新興京都…地主守太郎兵衛
- 1940年 - 山吹猫 　新興京都…菅井半太夫
- 1940年 - 旗岡巡査 　新興京都…飲み屋の主人
- 1940年 - 安来節お秀 　新興京都…有馬大五郎
- 1940年 - 秋葉の火祭 　新興京都…八木沢国之助
- 1940年 - 金毛狐 　新興京都…坂田庄司蔵人行綱
- 1940年 - 明治の女 　新興京都…卯やん
- 1940年 - 千両役者 　新興京都…金谷宿の医者、半井の友人
- 1940年 - 忠孝染分手綱 　新興京都…与平
- 1940年 - 風雲越後城 　新興京都…安藤主計
- 1940年 - 夫婦二世 　新興京都…昆布屋の主人
- 1941年 - 罪なき町 　新興京都…農夫太兵衛
- 1941年 - 平家西へ行く 　新興京都…農夫甚兵衛
- 1941年 - 娘旅芸人 　新興京都…座頭[2]